# Alan Brazil
Alan Bernard Brazil (ur. 15 czerwca 1959 w Glasgow) – szkocki piłkarz występujący na pozycji napastnika.

## Kariera klubowa
Brazil zawodową karierę rozpoczynał w 1977 roku w angielskim Ipswich Town z Division One. W tych rozgrywkach zadebiutował 14 stycznia 1978 roku w przegranym 1:2 pojedynku z Manchester United. W tym samym roku zdobył z zespołem Puchar Anglii. Został także wypożyczony do amerykańskiego Detroit Express. Pod koniec 1978 roku wrócił jednak do Ipswich. W 1981 roku zdobył z nim Puchar UEFA.
Na początku 1983 roku Brazil przeszedł do Tottenhamu Hotspur, również występującego w Division One. W 1984 roku zdobył z nim Puchar UEFA. W tym samym roku odszedł do Manchesteru United, także grającego w Division One. W 1985 roku zdobył z nim Puchar Anglii.
Na początku 1986 roku został graczem innego zespołu Division One, Coventry City. Spędził tam pół roku. Następnie grał w Queens Park Rangers, Witham Town, nowozelandzkim Wollongong Wolves oraz szwajcarskim FC Baden, gdzie w 1989 roku zakończył karierę.

## Kariera reprezentacyjna
W reprezentacji Szkocji Brazil zadebiutował 28 maja 1980 roku w wygranym 1:0 towarzyskim spotkaniu z Polską. W 1982 roku został powołany do kadry na Mistrzostwa Świata. Zagrał na nich w meczach z Nową Zelandią (5:2) i Związkiem Radzieckim (2:2). Z tamtego turnieju Szkocja odpadła po fazie grupowej.
28 maja 1983 roku w wygranym 2:0 pojedynku British Home Championship z Walią strzelił pierwszego gola w zespole narodowym. W latach 1980–1983 w drużynie narodowej Brazil rozegrał w sumie 13 spotkań i zdobył 1 bramkę.